# Causeway (ort i Irland)
Causeway (iriska: An Tóchar) är en ort i republiken Irland.   Den ligger i grevskapet Ciarraí och provinsen Munster, i den sydvästra delen av landet, 260 km väster om huvudstaden Dublin. Causeway ligger 21 meter över havet och antalet invånare är 264.
Terrängen runt Causeway är platt. Runt Causeway är det ganska glesbefolkat, med 28 invånare per kvadratkilometer. Närmaste större samhälle är Tralee, 16,0 km söder om Causeway. Trakten runt Causeway består i huvudsak av gräsmarker.